# スタウラキオス
スタウラキオス（ギリシア語：Σταυράκιος （Staurakios）, ? - 812年1月11日）は、東ローマ帝国の皇帝（在位：811年7月26日 - 10月1日）。ニケフォロス1世の子。

## 生涯
803年にニケフォロス1世によって共同皇帝とされ、807年にエイレーネーの一族のテオファノと結婚した。811年、父と共に第一次ブルガリア帝国の討伐に出陣したが、父は戦死し、自身も瀕死の重傷を負った。辛うじてコンスタンティノポリスに帰還するものの、政務を執れる状態にはなかった。このため、後継をめぐって対立が起きた。テオファノは自ら即位しようとするが果たせず、結局義弟のミカエル1世ランガベーに譲位して修道院に隠退し、翌年に死去した。